# Sasaki và Miyano
Sasaki và Miyano (佐々木と宮野 Sasaki to Miyano) là một bộ manga Nhật Bản do Harusono Shō sáng tác và đăng tải trên trang web pixiv Comic từ năm 2016. Nhà xuất bản Media Factory tổng hợp các chương manga thành mười tập tankōbon. Ba cuốn novel chuyển thể từ manga do Hachijō Kotoko chấp bút được Media Factory xuất bản từ năm 2018. Một bản manga spin-off có nhan đề Hirano to Kagiura cũng sáng tác bởi Harusono Shō đăng trên tạp chí shōjo manga Monthly Comic Gene từ năm 2019, đã được biên soạn thành ba tập tankōbon. Bản chuyển thể anime truyền hình do Studio Deen thực hiện được lên sóng từ tháng 1 năm 2022 đến tháng 3 năm 2022. Một bản phim điện ảnh tên Sasaki to Miyano: Sotsugyō-hen được khởi chiếu vào năm 2023.

## Nội dung
Miyano đã dành cả ngày yên bình của mình chỉ để đọc truyện tranh BL và lo lắng về khuôn mặt nữ tính của mình - cho đến khi cậu vô tình gặp rồi được chứng kiến sự giúp đỡ của tiền bối Sasaki. Bị hấp dẫn bởi người đàn em hay nóng nảy nhưng thật thà Miyano của mình, Sasaki 'du côn' tận dụng mọi cơ hội có thể để đến gần hơn... Câu chuyện BL giữa cậu em với gương mặt nữ tính và tiền bối "badboy" bắt đầu...

## Nhân vật
Sasaki Shūmei (佐々木 秀鳴 (Tá-Tá-Mộc Tú-Minh))
Lồng tiếng bởi: Shirai Yusuke (tiếng Nhật), Nguyễn Anh Tuấn (tiếng Việt)
Một nam sinh năm hai cao lớn kết bạn với Miyano khi bắt đầu câu chuyện, anh hay qua chỗ lớp cậu để mượn truyện cậu đọc. Mặc dù nhìn chung anh thân thiện, biết nấu ăn (chỉ biết làm bánh tặng Miyano vì nhà anh điều hành tiệm bánh) và cởi mở với người khác, nhưng ngoại hình (đeo khuyên tai và nhuộm tóc) và cách cư xử của mình khiến anh bị mang tiếng là một 'badboy'. Anh chủ động hơn Miyano trong cảm xúc của mình và là người đầu tiên nhận ra anh bị cuốn hút bởi cậu và thích thầm. Cuối cùng anh trở thành bạn trai của Miyano.
Miyano Yoshikazu (宮野 由美 (Cung-Dã Do-Mĩ))
Lồng tiếng bởi: Saito Soma (tiếng Nhật), Trần Hoàng Sơn (tiếng Việt)
Một sinh viên năm nhất với chiều cao khiêm tốn (đối với Sasaki), một bishōnen. Có ngoại hình giống con gái, không thích ăn đồ ngọt, cậu tự nhận mình là một fudanshi (một hủ nam của dòng truyện tranh yaoi) và luôn tưởng tượng các kiểu tình huống giống trong truyện cậu đã đọc. Cậu che giấu sở thích của mình với hầu hết mọi người vì xấu hổ, mặc dù với Sasaki là ngoại lệ. Lúc còn trường cấp hai, cậu thường cảm thấy tự ti về ngoại hình ái nam ái nữ của mình, một sự bất an mà cậu dần dần thoát khỏi sau khi lên cấp ba. Sasaki gọi cậu một cách trìu mến là "Miya-chan" hay "Myachan" (宮ちゃん) trong khi cậu xưng hô với anh một cách quý trọng là Sasaki-senpai (tiền bối Sasaki). Sau cùng cậu chấp nhận lời tỏ tình của Sasaki và cố gắng làm quen mối quan hệ này.
Hirano Taiga (平野 大河 (Bình-Dã Đại-Hà))
Lồng tiếng bởi: Matsuoka Yoshitsugu (tiếng Nhật), Nguyễn Đăng Khoa (tiếng Việt)
Bạn cùng lớp của Sasaki và với cả Miyano. Lớn hơn Miyano một tuổi, anh thể hiện bản năng bảo vệ mạnh mẽ đối với cậu, như một tiền bối bảo vệ hậu bối của mình. Giống như Sasaki, nhuộm tóc vàng hoe và đeo khuyên tai. Anh và Sasaki rất thân dù anh có lúc lớn tiếng với đứa bạn thân này của mình. Anh cũng hay giúp đỡ Sasaki trong mối quan hệ với Miyano.
Ogasawara Jirō (小笠原 次郎 (Tiểu-Lạp-Nguyên Thứ-Lang))
Lồng tiếng bởi: Ono Yūki (tiếng Nhật), Hà Mai Quang Vinh (tiếng Việt)
Bạn cùng lớp Sasaki và Hirano, giống cả hai người đều đeo khuyên tai và nhuộm vài lọn tóc màu xanh. Tính cách hơi cộc cằn và nhìn kiểu giống kỳ thị dòng truyện BL khiến Miyano sợ lúc đầu nhưng không hẳn, anh là một người ấm áp từ bên trong. Anh có bạn gái là một hủ nữ và cả hai thường xuyên cãi nhau vì chuyện này mặc dù không tới mức chia tay.
Hanzawa Masato (半澤 雅人 (Bán-Trạch Nhã-Nhân))
Lồng tiếng bởi: Uchida Yuma (tiếng Nhật), Lý Gia Huy (tiếng Việt)
Là chủ tịch ban kỷ luật nơi Miyano là thành viên, anh là một nam sinh bình thường với đôi mắt nhắm nghiền. Luôn xuất hiện với nụ cười trên môi, mặc dù trông hơi ghê rợn (theo nhận xét bạn cùng lớp của anh). Anh rất quan tâm đến Miyano, luôn giúp đỡ cậu trong ngày hội văn hóa của trường và cả mối quan hệ của cậu với Sasaki vì rất giống trường hợp của anh trai mình.
Kuresawa Tasuku (暮沢 丞 (Mộ-Trạch Chưng))
Lồng tiếng bởi: Arai Ryōhei (tiếng Nhật), Huỳnh Gia Khánh (tiếng Việt)
Bạn cùng lớp của Miyano, cậu đeo kính và có cách nói chuyện điềm đạm. Cậu có một cô bạn gái (cũng là hủ nữ) và rất trân trọng cô ấy, rất chu đáo khi tặng quà cho bạn gái mình, theo kiểu nuông chiều. Cậu cũng ủng hộ mối quan hệ của Sasaki và Miyano.
Tashiro Gonzaburō (田代 権三郎 (Điền-Đại Quyền-Tam-Lang))
Lồng tiếng bởi: Ichiki Mitsuhiro (tiếng Nhật), Trần Lê Duy (tiếng Việt)
Bạn cùng lớp của Miyano và Kuresawa, nổi bật với màu tóc vàng chóe và đen của mình, lâu lâu buộc mái tóc ngắn của mình lên. Tính cách vui vẻ và hòa đồng, thích đồ ăn ngọt và bạn bè của mình, mồm nhanh hơn não nên hay thẳng thắn nói ra những gì mình nghĩ.

## Truyền thông

### Manga
Bộ manga được viết và minh họa bởi Harusono Shō. Manga được đăng tải trực tuyến qua trang web pixiv Comic từ năm 2016. Manga được Media Factory tổng hợp thành mười tập tankōbon. Manga được mua bản quyền tại Bắc Mỹ bởi Yen Press. Amak Books mua bản quyền manga và phát hành tại Việt Nam vào năm 2021.

#### Danh sách vol.
| #  | Phát hành Tiếng Nhật | Phát hành Tiếng Nhật | Phát hành Tiếng Việt | Phát hành Tiếng Việt |
| #  | Ngày phát hành       | ISBN                 | Ngày phát hành       | ISBN                 |
| -- | -------------------- | -------------------- | -------------------- | -------------------- |
| 1  | 26 tháng 9, 2016     | 978-4-04-068471-0    | 25 tháng 11, 2021    | 978-604-339-339-2    |
| 2  | 27 tháng 5, 2017     | 978-4-04-069161-9    | 25 tháng 1, 2022     | 978-604-339-837-3    |
| 3  | 21 tháng 1, 2018     | 978-4-04-069529-7    | 20 tháng 4, 2022     | 978-604-339-785-7    |
| 4  | 26 tháng 10, 2018    | 978-4-04-065186-6    | 1 tháng 8, 2022      | 978-604-359-033-3    |
| 5  | 6 tháng 6, 2019      | 978-4-04-065779-0    | 30 tháng 10, 2022    | 978-604-382-297-7    |
| 6  | 27 tháng 3, 2020     | 978-4-04-064486-8    | 15 tháng 3, 2023     | 978-604-382-739-2    |
| 7  | 27 tháng 11, 2020    | 978-4-04-064973-3    | 25 tháng 9, 2023     | 978-604-474-769-9    |
| 8  | 27 tháng 12, 2021    | 978-4-04-680958-2    | —                    | —                    |
| 9  | 27 tháng 7, 2022     | 978-4-04-681141-7    | —                    | —                    |
| 10 | 27 tháng 3, 2024     | 978-4-04-682759-3    | —                    | —                    |

#### Hirano to Kagiura(spin-off)
| # | Ngày phát hành Tiếng Nhật | ISBN Tiếng Nhật   |
| - | ------------------------- | ----------------- |
| 1 | 27 tháng 6, 2019          | 978-4-04-065780-6 |
| 2 | 27 tháng 7, 2021          | 978-4-04-680552-2 |
| 3 | 26 tháng 2, 2022          | 978-4-04-681142-4 |
| 4 | 27 tháng 2, 2023          | 978-4-04-682154-6 |
| 5 | 27 tháng 2, 2025          | 978-4-04-684395-1 |
| 6 | 27 tháng 8, 2025          | 978-4-04-685054-6 |

### Novel

#### Hirano to Kagiura(tiểu thuyết)
| # | Ngày phát hành tiếng Nhật | ISBN tiếng Nhật   |
| - | ------------------------- | ----------------- |
| 1 | 26 tháng 10, 2018         | 978-4-04-065189-7 |

#### Sasaki to Miyano(tiểu thuyết)
| #        | Ngày phát hành tiếng Nhật | ISBN tiếng Nhật   |
| -------- | ------------------------- | ----------------- |
| 1-nensei | 26 tháng 3, 2020          | 978-4-04-064485-1 |
| 2-nensei | 27 tháng 1, 2022          | 978-4-04-064971-9 |

### Anime
Phiên bản anime truyền hình chuyển thể từ manga được công bố vào ngày 20 tháng 11 năm 2020. Studio Deen là đơn vị sản xuất anime, Ishihara Shinji giữ vai trò đạo diễn, Nakamura Yoshiko viết kịch bản, Fujii Maki thiết kế nhân vật và Shibue Kana sáng tác nhạc nền. Bộ anime được công chiếu vào ngày 10 tháng 1 năm 2022, trên Tokyo MX và các mạng khác. Bài hát opening là "Matabaki" (瞬き) được trình bày bởi ban nhạc Miracle Chimpanzee, còn bài hát kết thúc phim là "Ichigo Sunset" (いちごサンセット) do Shirai Yusuke và Saito Soma thể hiện. Funimation đã cấp phép cho bộ anime bên ngoài châu Á. Medialink đã cấp phép cho bộ anime ở Đông Nam Á; và có sẵn cho người hâm mộ xem trên iQiyi. Một tập OVA của anime sẽ được phát hành cùng với tập thứ 9 của manga vào ngày 27 tháng 7 năm 2022.
Sau tập phim cuối cùng, đã có thông báo rằng bộ manga sẽ nhận được một dự án anime mới. Dự án được tiết lộ là bản phim điện ảnh hậu truyện có tựa Sasaki to Miyano: Sotsugyo-hen khởi chiếu vào tháng 2 năm 2023.

#### Danh sách tập
| TT.      | Tiêu đề | Đạo diễn       | Biên kịch        | Phân cảnh          | Ngày phát hành gốc  |
| -------- | --- | -------------- | ---------------- | ------------------ | ------------------- |
| 1        | "Lần đầu tiên" Chuyển ngữ: "Hajimete." (tiếng Nhật: 初めて。)                                                                     | Ueno Takehiro  | Nakamura Yoshiko | Ishihira Shinji    | 10 tháng 1 năm 2022 |
| 2        | "Người mình thích" Chuyển ngữ: "Suki na Ko." (tiếng Nhật: 好きな子。)                                                             | Yoshida Shunji | Nakamura Yoshiko | Ueno Takehiro      | 17 tháng 1 năm 2022 |
| 3        | "Senpai là..." Chuyển ngữ: "Senpai wa." (tiếng Nhật: 先輩は。)                                                                    | Murata Naoki   | Ōba Sayuri       | Watanabe Toshinori | 24 tháng 1 năm 2022 |
| 4        | "Ranh giới" Chuyển ngữ: "Genkai." (tiếng Nhật: 限界。)                                                                            | Andō Daiei     | Yamada Yuka      | Andō Daiei         | 31 tháng 1 năm 2022 |
| 5        | "Liên tiếp" Chuyển ngữ: "Ikko Zutsu." (tiếng Nhật: いっこずつ。)                                                                  | Ueno Takehiro  | Nakamura Yoshiko | Ueno Takehiro      | 7 tháng 2 năm 2022  |
| 6        | "Tâm trạng" Chuyển ngữ: "Kimochi." (tiếng Nhật: 気持ち。)                                                                         | Yoshida Shunji | Ōba Sayuri       | Ishihira Shinji    | 14 tháng 2 năm 2022 |
| 7        | "Rõ ràng không muốn làm phiền người ấy" Chuyển ngữ: "Komarasetaku nē no ni." (tiếng Nhật: 困らせたくねーのに。)                   | Yamauchi Mana  | Yamada Yuka      | Watanabe Toshinori | 21 tháng 2 năm 2022 |
| 8        | "Nhận ra" Chuyển ngữ: "Kizuita." (tiếng Nhật: 気づいた。)                                                                         | Ueno Takehiro  | Ōba Sayuri       | Ueno Takehiro      | 28 tháng 2 năm 2022 |
| 9        | "Muốn trân trọng Senpai" Chuyển ngữ: "Senpai no Koto Daiji ni Shitaitte Omotte." (tiếng Nhật: 先輩のこと大事にしたいって思って。) | Murata Naoki   | Yamada Yuka      | Watanabe Toshinori | 7 tháng 3 năm 2022  |
| 10       | "Tình yêu" Chuyển ngữ: "Koi." (tiếng Nhật: 恋。)                                                                                  | Yoshida Shunji | Ōba Sayuri       | Watanabe Toshinori | 14 tháng 3 năm 2022 |
| 11       | "Tình cảm này nên làm sao đây?" Chuyển ngữ: "Kono Kanjō o Dōshitara Ii." (tiếng Nhật: この感情をどうしたらいい。)                 | Murata Naoki   | Yamada Yuka      | Koiwai Rebun       | 21 tháng 3 năm 2022 |
| 12       | "Ngày mai" Chuyển ngữ: "Ashita." (tiếng Nhật: 明日。)                                                                             | Ueno Takehiro  | Nakamura Yoshiko | Ishihira Shinji    | 28 tháng 3 năm 2022 |
| 13 (OVA) | Chuyển ngữ: "Koi ni Kizuku Mae no Chotto Shita Hanashi." (tiếng Nhật: 恋に気づく前のちょっとした話。)                             | TBA            | TBA              | TBA                | 27 tháng 7 năm 2022 |